# SBSS 1
SBSS (англ. Space Based Space Surveillance satellite) — первый спутник слежения за космическими объектами: другими спутниками и космическим мусором, запущенный США 26 сентября 2010 года с авиабазы Ванденберг с помощью ракеты-носителя Minotaur IV.
Спутник оснащён 11,8-дюймовым телескопом с 2,4-мегапиксельной матрицей в фокальной плоскости, этот инструмент будет использован для получения изображений неба, на основе которых аналитики могут строить прогнозы возможных столкновений. SBSS имеет семилетний срок эксплуатации.